# Giuseppe Greco (Mafioso, 1894)
Giuseppe Greco, bekannt unter seinem Kriegsnamen Piddu u Tinenti (Piddu der Leutnant) (* 1894, † nach 1946) war ein italienischer Mafioso. Er wird als Stammvater der Croceverde-Giardini-Linie der Greco-Familie angesehen, die sich nach dem Zweiten Weltkrieg mit den beiden Ciaculli-Linien der Grecos in einer blutigen Familienfehde bekämpfte. Die Greco-Familie stieg als einer der mächtigsten Clans der sizilianischen Mafia auf, deren Angehörige Michele Greco und Salvatore Greco als Vorsitzender der Cupola großen Einfluss ausübten.

## Leben
Giuseppe Greco war ein typischer Vertreter der ländlichen Mafia, die aus Croceverde-Giardini agierte. Zwischen den beiden Weltkriegen stieg Giuseppe Greco vom einfachen Verwalter bis zum Gabellotto des Grafen Tagliava auf einer 300 Hektar großen Mandarinenplantage auf. Als capomafia genoss Greco sehr viel Respekt unter den Agrumenproduzenten und -händlern und konnte seine Machtposition in der Region kontinuierlich ausbauen.
Piddu u Tinenti hatte mit Caterina Ferrara vier Söhne und zwei Töchter, von denen Michele Greco und Salvatore Greco als mächtige Mafiabosse Karriere machten. Als Patriarch verheiratete er seinen Sohn Salvatore mit Maria Cottone, Tochter des einflussreichen Bosses Antonio „U Patre Nostru“ Cottone (* 1904/1905; † 22. August 1956) aus Villabate nach dem Grundsatz „tu felix mafia nube“ („Du glückliche Mafia, heirate!“).
Die Stammväter der anderen beiden Greco-Linien Giuseppe (ebenfalls Gabellotto, * 2. Januar 1887; † 26. August 1946) und Pietro (* 1869; † 26. August 1946) lebten in Ciaculli. Ihr verwandtschaftliches Verhältnis zu Piddu Greco ist unklar. Giuseppe Greco aus Ciaculli soll mit Piddus Schwester Santa verheiratet gewesen sein.
Am 26. August 1946 ließ Piddu Greco die Brüder Giuseppe und Pietro aus Ciaculli ermorden. Pietro Greco, der Ältere der beiden Brüder, genoss innerhalb der Mafia weniger Respekt, erzog seine Kinder jedoch mit Härte, alten Ehrenbegriffen und absolutem Gehorsam gegenüber den traditionellen Gesetzen der Mafia.
Die Ursache der Familienvendetta lag in einem Vorfall am 1. Oktober 1939 während des Festes des Heiligen Kreuzes (Santissimo Crocifisso a Ciaculli) in Ciaculli, als sich eine Schlägerei zwischen den halbstarken Cousins aus Ciaculli und Croceverde-Giardini ereignete und nur wenig später in einer Schießerei eskalierte, bei der Piddus 17-jähriger Sohn Giuseppe umkam. Piddus Antwort dazu kam erst sieben Jahre später. Der eigentliche Konflikt sollte sich jedoch um die Vormachtstellung um die Obst- und Gemüsemärkte im Osten Palermos drehen.
Als wieder Frieden einkehrte, bekam Piddu Greco den Vorsitz über das Patronat der Greco-Familie. Somit auch über die feindlichen Neffen aus Ciaculli. Salvatore „Ciaschiteddu“ Greco und Salvatore „l'Ingegnere“ Greco waren bereits zu mächtigen Mafiapaten aufgestiegen, stellten die eigentlichen Führer ihrer Clans dar und kümmerten sich hauptsächlich um ihre kriminellen Aktivitäten. Piddu Greco handelte fortan mehr als Patriarch, indem er beste Beziehungen zu Geschäftsleuten und Bankdirektoren Palermos pflegte.
Als „Blutgeld“ für die Ermordung ihrer Väter erhielten die beiden Salvatores 300 Tumuli (umgerechnet 40 Hektar) aus dem Großgrundbesitz des Grafen Tagliava.
Ein weiterer Teil ihres väterlichen Erbes bestand aus einem Fuhrunternehmen für Agrumen (Geschäftsführer: Schwager Francesco Bonaccorso) und einer Autobuslinie, welche die Orte San Giuseppe Jato, San Cipirello, Partinico und Palermo verband.
Die Gewinne aus illegalen Geschäften der beiden Salvatores im Zigarettenschmuggel und Drogenhandel überstiegen schon sehr schnell die des Südfruchthandels. Der Patriarch Piddu Greco sorgte mit seinen guten Verbindungen zu Politik und Polizei dafür, dass sie trotz intensiver Bemühungen nicht ergriffen werden konnten.
Die Familiengeschäfte der Grecos wurden im Laufe der Zeit zu einem horizontal und vertikal strukturierten Großunternehmen mit mehreren Branchen, was durch die Allianz mit den Corleonesi noch gestärkt wurde.